# Курт Майер
Курт Панцер Майер (на немски: Kurt „Panzer“ Meyer) е германски офицер от Вафен-СС по време на Втората световна война. Участва в много от големите операции през войната, включително нападението на Франция, операция Барбароса и битката за Нормандия.
По време на кариерата си Майер е награден с Рицарски кръст с дъбови листа и мечове, третата най-висока военна награда за храброст в Третия райх. Освен това той става най-младия командир на дивизия в германската армия.
Зеп Дитрих описва Майер като: пламенен войник, класически пример за агресивен и безмилостен СС офицер, който изважда най-доброто от мъжете под негово командване и себе си. Майер е безстрашен мотициклетист и по време на кариерата си ги използва често, за да комуникира с войниците, които командва. От Франция през 1940 г., в Съветския съюз и накрая в Нормандия той често посещава фронтовата линия на мотоциклет. По време на кариерата си той има 18 счупени кости и 4 сътресения.
Прякорът на Майер, Панцер, няма нищо общо с бронетанковите части. Той никога не е бил командир на танк. Дължи се на агресивната тактика, която използва.
В края на войната срещу Майер са повдигнати обвинения за извършени военни престъпления. Прекарва девет години в британски и канадски затвори. След като е освободен става активен член на ветеранската асоциация HIAG.

## Ранен живот
Курт Адолф Вилхелм Майер е роден на 23 декември 1910 г. в Йерксхайм, Брауншвайгско херцогство (сега Долна Саксония). Баща му е работник във фабрика и през 1914 г. се присъединява към имперската германска армия. Служи като подофицер по време на Първата световна война и достига ранг сержант-майор преди да бъде уволнен заради рани получени в битка.
Майер посещава училище в Йерксхайм. След като завършва обучението си работи във фабрика на монтажна линия, а след това като миньор. Подава молба за присъединяване към полицията (Landespolizei) в Мекленбург и е приет на 1 октомври 1929 г.

## Кариера в СС
Майер се присъединява към НСДАП на 1 септември 1930 г., с партиен номер 316714, три години преди Адолф Хитлер да стане канцлер на Германия. По-късно подава молба за присъединяване към СС, ръководено от Хайнрих Химлер. Приет е на 15 октомври 1931 г., със СС номер 17559, и първото му назначение е 22-ри СС щандарт, разположен в Шверин. На 30 декември 1930 г. е уволнен от полицията заради принадлежност към НСДАП. На 10 юли 1932 г. Майер е произведен в офицерски ранг – СС-Щурмфюрер. На 15 май 1934 г. е прехвърлен в Лайбщандарт СС Адолф Хитлер (ЛССАХ) с ранг СС-Унтерщурмфюрер (лейтенант). До септември 1936 г. Майер е повишен отново, този път до ранг СС-Оберщурмфюрер (старши лейтенант) и поема командването на противотанковата формация от ЛССАХ – 14-а противотанкова рота. Заедно с ЛССАХ, част от 14-и армейски корпус, взема участие в бекръвното анексиране на Австрия, а по-късно и в нападението на Чехословакия под командването на Хайнц Гудериан.

## Кампании в Полша, Нидерландия и Франция
Командва противотанковата рота по време на нападението над Полша. На 7 септември е ранен в рамото по време на тежките боеве при Пабянице, но продължава да командва ротата в последвалото настъпление и боевете във Варшава. На 25 септември 1939 г. е награден с Железен кръст 2-ра степен.
По време на кампанията в Полша Майер подава молба за командване на мобилна формация. На 1 октомври получава 15-а мотоциклетна разузнавателна рота от ЛССАХ (15 Kradschützenkompanie). Ръководи тази част по време на нападението на Нидерландия и Франция. Командващи на 1-ви и 2-ри взвод са Хюго Крас и Макс Вюнше. ЛССАХ е прикрепен към 16-и армейски корпус под командването на генерал Густав Антон фон Витерсхайм. На 31 май 1940 г. Майер е награден с Железен кръст първа степен.

## Балканите и Гърция
След кампанията на запад 15-а мотоциклетна разузнавателна рота е реорганизирана в разузнавателен батальон (Aufklärungsabteilung), а Майер е повишен в СС-Щурмбанфюрер.
Злополучното нападение на Балканите от Бенито Мусолини налага отлагане на операция Барбароса. Германски войски са отклонени, за да се справят с югославските и гръцките войски. Батальонът на Майер е натоварен със задачата да отреже пътя за отстъпление на гръцкия 3-ти корпус идващ от Албания. Планът включва превземане на защитните позици при прохода Клисура, бързо придвижване към Костурското езеро и изолиране на гръцките войски разположени в град Костур.
На 13 април започва атаката, но на следващия ден настъплението е спряно при прохода Клисура. Гръцката 20-а дивизия е добре окопана в града, а разположените войници при височините от двете страни на прохода имат отлична видимост към германските позиции и чиста огнева линия към тях. Майер разделя батальона на три щурмови групи, едната води лично, а останалите две са поверени на Крас и Вюнше. Атака започва при изгрев и до 1100 часа е преодоляна външната защитна линия. За да поддържа скоростта на настъпление Майер хвърля граната зад войниците си. До средата на следобеда, града и височините са прочистени и пътя към Костур е отворен. В битката за височините са пленени 600 войника с цената на загинали 1 офицер и 6 войници, и ранени 1 офицер и 17 войници. На 15 април е достигнато Костурското езеро и придвижването продължава по западния му бряг. На 16 април батальонът под командване на Майер атакува Костур от юг. До ранната вечер града е превзет и са пленени 1100 войника. На 18 май 1941 година за действията през тези дни Майер е награден с Рицарски кръст.

## Барбароса
Батальонът на Майер взема участие в започналата през юни 1941 г. операция Барбароса, като част от група армии „Юг“. Бързите му действия по време на кампанията му спечелват прякора бързия Майер (schnelle Meyer).
След съветска контраатака срещу румънската 3-та армия осъществява пробив. 1-ва СС дивизия Лайбщандарт Адолф Хитлер е една от формациите изпратени да стабилизират фронта. Контраатакуват съветските части в района на Мариупол.
Щабът на съветската 9-а армия, разположен в село Новоспасовской близо до Бердянск е пленен от разузнавателния батальон на ЛССАХ командван от Курт Майер. На 7 октомври 1941 г. същият батальон овладява пристанищния град Бердянск, а на 8 октомври Мариупол.
През октомври Майер се разболява и прехвърля командването на Крас. Възстановява се и се завръща на активна служба през януари 1942 г. На 8 февруари 1942 г. е награден със златен Германски кръст.

## Харков
Когато Майер се завръща ЛССАХ е преобразувана в танково-гренадирска дивизия Лайбщандарт Адолф Хитлер.
На 11 февруари бойна група под командването на Зеп Дитрих преминава в настъпление. Разузнавателният батальон от ЛССАХ, под командването на Майер е неотделна част от авангарда. За поддръжка на настъплението получава танков батальон. До вечерта формацията под ръководството на Майер завършва обкръжението, а основните части унищожават няколко съветски формации. На 12 февруари настъплението продължава въпреки лошото време. На 13 февруари Майер е откъснат при Берека от основните части. През нощта шест танка под командването на Макс Вюнше пробиват обкръжението. През следващите два дни обкръженият съветски 6-и гвардейски кавалерийски корпус е разбит. Бойната група на Дитрих се оказва атакувана от три страни и започва отстъпление.
На 14 февруари Харков е почти обкръжен от съветските войски. На 15 февруари генерал Паул Хаусер нарежда отстъпление. 1-ви и 2-ри СС танкови корпуси успяват да се изтеглят успешно.
На 17 февруари бойните групи на ЛССАХ започват контраатаки срещу съветските формации. Разузнавателният батальон под командването на Майер, подкрепен с танкове, унищожава съветски пехотен полк по време на първия излаз.
На 19 февруари получават задачата да унищожат противникова формации напредваща на запад. Същият следобед унищожават съветски батальон.
На 21 февруари бойната група на Майер заема позиция в засада край град Йеремемкевка. В близост до позицията преминава дълга колона съветски войници. Водена от Майер разузнавателната формация атакува в средата на колоната, последвана от танковете насочени към челната и задната част на колоната. Пленени са около 12 артилерийски оръдия, а няколкостотин съветски войници са убити. Същата нощ това се повтаря с друга съветска колона.
На 23 февруари бойната група на Майер атакува от засада съветски дивизионен щаб и дивизионна артилерийска група. При изненадваща танкова атака срещу окупиран от съветските войски град са убити около 1000 войници и са пленени 30 тежки артилерийски оръдия.
На 3 март разузнавателният батальон под командването на Майер затваря обкръжението на голяма група съветски формации, след като се свързва с части на 3-та СС дивизия Тотенкопф.
На 6 март започват първите атаки в посока на града. Разузнавателният батальон на Майер отново е подсилен с танкова формация. По време на боевете преодоляват две противотанкови защитни линии и известен брой танкове Т-34. До 10 март дивизии Тотенкопф и ЛССАХ овладяват град Дергачи, намиращ се на 16 км на север от Харков. За директната атака на града са сформирани две големи бойни групи подкрепени от щурмови оръдия, 88 мм противовъздушни оръдия и Небелверфери. Трета бойна група е изградена от разузнавателния батальон на Майер и танков батальон.
В ранните часове 11 март започва атаката срещу града. Първите две атаки на ЛССАХ са отблъснати от решителната съпротива на съветските защитници на града. Същата нощ бойната група на Майер провежда успешна нощна атака. В средата на следващия ден танковете част от формацията свършват горивото. Групата сформира защитна позиция и се окопава. На 13 март батальон бронирани машини под командването на Йоахим Пайпер достига до бойната група на Майер, която остава в защитна позиция блокираща опитите на съветските войски да подкрепят защитниците в центъра на града. На 14 март приключват операциите по овладяване на града.
На 23 февруари 1943 г. за ролята си в превземането на града Майер става 195-ия награден с дъбови листа към Рицарския кръст.

## Дивизия Хитлерюгенд
През лятото на 1943 г. Хитлер обявява формирането на нова СС дивизия. 12-а СС танкова дивизия Хитлерюгенд е създадена от членове на Хитлерова младеж родени през 1926 г. Командващите офицери идват от 1-ва СС танкова дивизия Лайбщандарт СС Адолф Хитлер. Командването на дивизията поема СС-Бригаденфюрер Фритц Вит. Въпреки желанието си да командва танковия полк на дивизията, на Майер е поверен 25-и СС танково-гренадирски полк. На 21 юни 1943 г. Майер е повишен в СС-Щандартенфюрер. Присъства по време на обучението на формацията в Beverloo, Белгия. В началото на 1944 г. Хитлерюгенд е прехвърлен в Хаселт, Белгия, в очакване на съюзническата инвазия.

## Нормандия
На 6 юни 1944 г. Съюзниците започват най-големият десант в историята – операция Овърлорд. На 7 юни бойна група под командването на Курт Майер, включваща 25-и СС танково-гренадирски полк и батальон от танкове Панцер IV изтласква канадската 27-а бронетанкова бригада от летище Carpiquet, край Кан. По време на бойните действия немските войници претендират за 28 унищожени съюзнически танка с цената на шестима убити.
На 7 и 8 юни край щаба в Арденското абатство са разстреляни 18 канадски военнопленници. След войната срещу Майер са повдигнати обвинения за издаване на заповед да не бъдат вземани пленници и впоследствие е признат за виновен.
На 14 юни СС-Бригаденфюрер Вит е убит, когато британска военноморска бомбардировка уцелва щаба му. Майер, като следващия с най-висок ранк, е повишен до командир на дивизия. На 16 юни, едва на 33 години, той става най-младия дивизионен командир в германската армия.
Майер успява да задържи фронтовата линия край Кан въпреки няколко големи британски и канадски офанзиви. През първите четири седмици дивизията понася загуби в размер на 60%. На 11 юли Хитлерюгенд е изтеглена в района на Potigny.
Седмица по-късно Курт Майер и командваната от него дивизия вземат участие спирането на британската операция Гудууд. По-късно защитават северния периметър на Фалезкия чувал. Въпреки въздушното превъзходство и артилерия на Съюзниците успяват да забавят настъплението на канадската 4-та и полската 1-ва бронетанкова дивизия. Дивизията успява да избегне обкръжение, а Майер е ранен докато защитава хълм 159 заедно с 500 танкови-гренадири срещу части на канадската 3-та пехотна дивизия.
Въпреки това Майер успява да се измъкне от Фалезкия чувал. На 27 август 1944 г. той става 91-вия награден с мечове към Рицарския кръст с дъбови листа. На 1 септември, седмица по-късно, е повишен в СС-Бригаденфюрер и генерал-майор от Вафен-СС. Майер и остатъците от Хитлерюгенд се присъединяват към отстъплението в посока река Сена и Белгия. На 6 септември 1944 г. в град Durnal, край Намюр, Белгия, той е пленен от партизани. Само пристигането на американските войници го спасява от екзекуция.

## Край на войната и съдебен процес
Майер е военнопленник до декември 1945 г. В Аурих, Германия срещу него са повдигнати пет обвинения за извършени военни престъпления. В заключение на съдебния процес процес, Майер е признат за виновен по три от тях (първо, четвърто и пето): заповед към войниците да не вземат пленници, убийството на 7 канадски военнопленници в щаба му в Арденското абатство на 8 юни 1944 г. и убийството на 11 канадски военнопленници в щаба му в Арденското абатство на 7 юни 1944 г.
Съдът е свикан от генерал-майор К. Воукс от канадската 3-та пехотна дивизия. Негов председател е генерал-майор Хари Фостър от канадската 4-та бронетанкова дивизия, ролята на обвинител изпълнява полковник-лейтенант Брус Макдоналд от канадската 1-ва част за разследване на военни престъпления, а ролята на защитник е поверена на подполковник M. W. Andrew от Пъртския полк.
Като свидетели са привлечени общо 29 души, сред които четирима бивши членове на 25-и СС танково-гренадирски полк.
Делото срещу Майер е първото в Европа, при което се поставя въпроса за отговорността за издадените заповеди от висш офицер. В Далечния изток въпроса е повдигнат на съдебния процес срещу Масахару Хома за военни престъпления извършени по време на марша на смъртта в Батаан.
На 28 декември 1946 г. е осъден на смърт чрез разстрел от генерал-майор Хари Фостър. Присъдата е заменена с доживотен затвор през януари 1946 г. от генерал-майор Кристофър Воукс, който казва: Не смятам, че степента на отговорност установена по време на процеса отговаря на тежкото наказание.
Майер прекарва пет години в затвора Дорчестер, Ню Брунсвик, Канада. След това е прехвърлен в британски военен затвор във Верл, Западна Германия.
След девет години прекарани в затвора, той е освободен на 7 септември 1954 г. и става управител в пивоварната Андреас в Хаген. Майер става активен член на организацията HIAG и участва в опитите ѝ за възстановяване на пенсиите на бившите членове на Вафен-СС.
През 1957 г. е публикувана военната му биография Гренадири.
Здравето му се влошава и през 1961 г. претърпява три инсулта. Умира от сърдечен удар в Хаген, Вестфалия на 23 декември 1961 г. на 51-вия си рожден ден.

## Извадка от кариерата в СС

### Дати на произвеждане в ранг
- СС-Щурмфюрер: 10 юли 1932 г.
- СС-Унтерщурмфюрер: 15 май 1934 г.
- СС-Оберщурмфюрер: 10 март 1935 г.
- СС-Хауптщурмфюрер: 12 септември 1937 г.
- СС-Щурмбанфюрер: 1 септември 1940 г.
- СС-Оберщурмбанфюрер: 9 ноември 1942 г.
- СС-Щандартенфюрер: 21 юни 1943 г.
- СС-Оберфюрер: 1 август 1944 г.
- СС-Бригаденфюрер и генерал-майор от Вафен-СС: 1 септември 1944 г.

### Награди
- златен Германски кръст: 8 февруари 1942 г.
- Медал Източен фронт: 4 септември 1942 г.
- Железен кръст
  - Втора степен: 25 септември 1939 г.
  - Първа степен: 31 май 1940 г.
- СС пръстен на честта (?)
- Медал Судетия (?) с лента Пражки замък (?)
- Медал Аншлус (?)
- Рицарски кръст: 18 май 1941 г.
  - Дъбови листа: 23 февруари 1943 г. (195-и награден)
  - Мечове: 27 август 1944 г. (91-ви награден)
- Награда на Вафен-СС за продължителна служба (?)
- Български военен орден „За храброст“ 4-та степен (1-ви клас) (?)
- Споменат в дневния репорт на върховното командване на Вермахта